# Fath Vehicle Industries

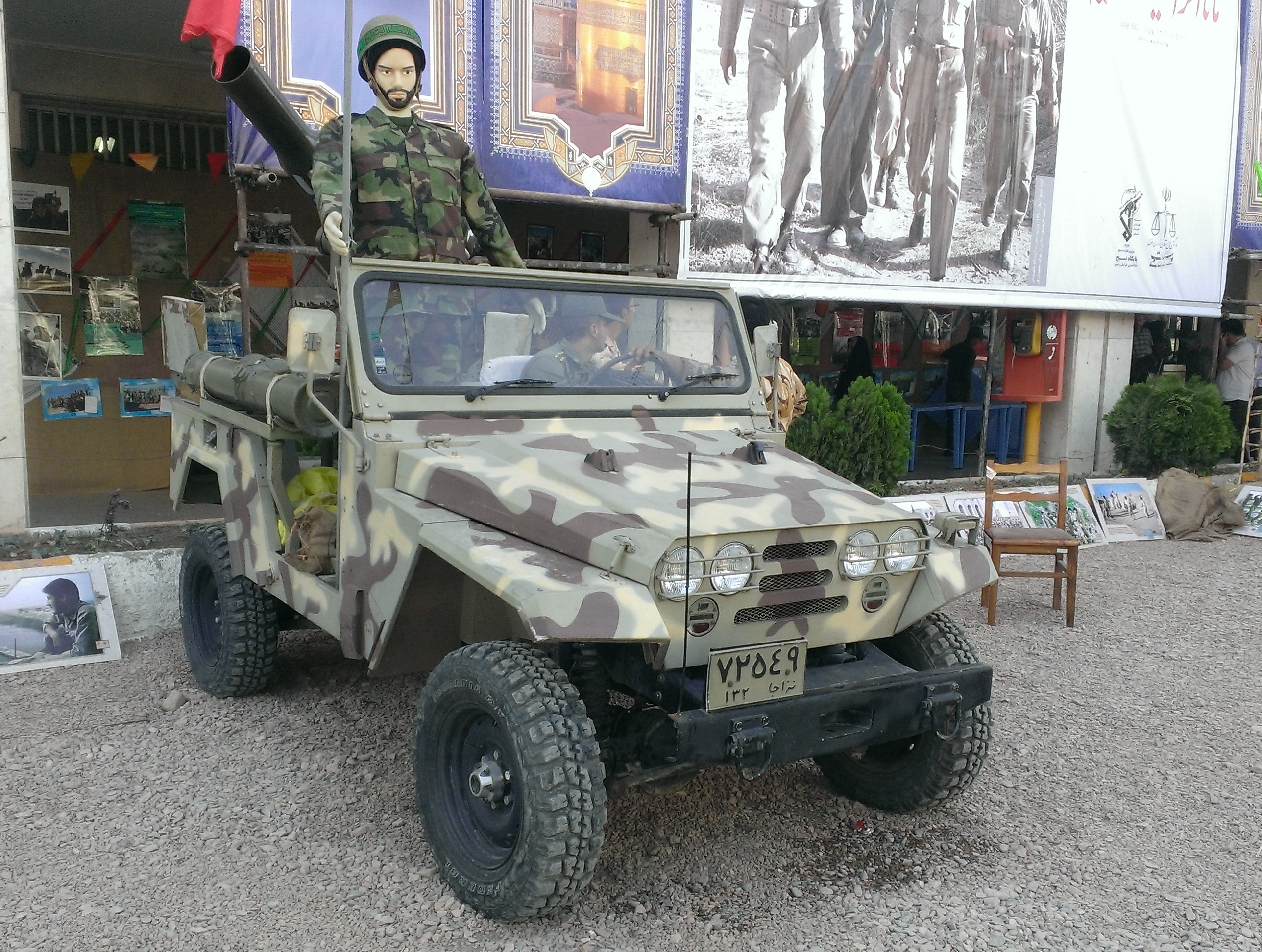
Safir

Fath Vehicle Industries ist ein iranischer Hersteller von Kraftfahrzeugen.

## Geschichte
Das Unternehmen hat seinen Sitz in Teheran und gehört zum VIG-Konzern (Vafa Doust Industrial Group). 1995 begann die Produktion von Geländewagen. Der Markenname lautet Fath. Außerdem fertigt das Unternehmen Militärfahrzeuge.
2000 entstanden 100 Personenkraftwagen, im Folgejahr 500 und 2002 750. Für 2003 sind 500 Pkw und 500 Pick-ups überliefert.

## Fahrzeuge
Das Modell Sahand Cruiser ist ein Geländewagen nach einer Lizenz des Toyota Land Cruiser. Die erste Ausführung Pickup war ein Pick-up. 2000 ergänzte der Kombi Kian Station das Sortiment. 2003 folgte das Cabriolet namens Cabrio. Ein Dieselmotor mit 4000 cm³ Hubraum und 102 kW (137 PS) treibt die Fahrzeuge an.
Der Safir ist ein Militärfahrzeug mit Allradantrieb.